# Доган, Дениз
Дениз Доган (нем. Deniz Doğan; родился 20 октября 1979 года в Любеке, ФРГ) — немецкий футболист, защитник. Главный тренер второй команды клуба «Айнтрахт» из Брауншвейга.

## Клубная карьера
Дениз начал свою профессиональную карьеру в клубе «Айхольцер» из Любека. В 2001 году он присоединился к резервной команде «Гамбурга», выступавшей в Региональной лиге «Север». За резервистов «Гамбурга» Доган провёл два сезона, приняв участие в 64 играх и отличившись 5 раз.
Детом 2003 года защитник подписал контракт с «Оснабрюк», за который дебютировал 3 августа 2003. По итогам сезона «Оснабрюк» вылетел из Второй Бундеслиги, а Дениз перешёл в «Любек». В «Любеке» Доган провёл три сезона в Региональной лиге «Север», являясь игроком основного состава.
1 июня 2007 года Дениз подписал двухлетний контракт с «Айнтрахтом» из Брауншвейга, также выступавший в Региональной лиге «Север». Первый матч за «Айнтрахт» защитник провёл 28 июля 2007 года. В первом же сезоне вместе с командой Доган добился выхода в Третью лигу. За следующие три сезона Дениз сыграл 98 матчей и забил 9 мячей. По итогам сезона 2010/11 «Айнтрахт» добился права выступать во Второй Бундеслиге, а в 2013 году занял второе место и получил путёвку в Бундеслигу. Первый матч в Бундеслиге Доган сыграл 10 августа 2013 года против бременского «Вердера». Дениз является вице-капитаном команды.